# Too Tough
Albums de Angela Bofill
Something About You
(1981) Teaser
(1983)
Singles
Too Tough est le cinquième album de la chanteuse de soul Angela Bofill. Second album sur le label Arista Records, Too Tough eut de meilleurs résultats dans les différents classements que son prédécesseur "Something About You". Le single "Too Tough" devint une référence dans les boîtes de nuit. Beaucoup de titres de cet album sont des chansons dance-pop malgré la présence de quelques ballades (quiet storm).
Les fans que Bofill attira lui permirent d'obtenir un disque d'or mais toutefois, de par la nature particulière des styles musicaux de cet album, ceux-ci ne seront qu'éphémères dans sa carrière.

## Liste des titres
1. Too Tough
2. Ain't Nothing Like the Real Thing
3. Tonight I Give In
4. You Could Come Take Me Home
5. Love You Too Much
6. Is This a Dream
7. Song for a Rainy Day
8. I Can See It In Your Eyes
9. Accept Me (I'm Not a Girl Anymore)
10. Rainbow Inside My Heart